# Grosser Sonnblick
Grosser Sonnblick är ett berg i Österrike. Det ligger i distriktet Spittal an der Drau och förbundslandet Kärnten, i den centrala delen av landet. Toppen på Grosser Sonnblick är 3 030 meter över havet.
Den högsta punkten i närheten är Großer Hafner, 3 076 meter över havet, norr om Grosser Sonnblick.
I omgivningarna runt Grosser Sonnblick förekommer i huvudsak kala bergstoppar och alpin tundra.